# 阿巴布罗夫
阿巴布罗夫（俄语：Абабуров），是一个古老的贵族姓氏。其历史可以追溯到16世纪末，已被收入诺夫哥罗德省的族谱中。

## 语源
该姓氏由古老的突厥语Aba（“父亲”）+Bur（“狼”）+ov（俄语姓氏后缀）组成，因此，其含义为“狼王”。